# 모터웨이: 분노의 질주
모터웨이: 분노의 질주(중국어: 車手, 영어: Motorway)는 2012년 공개된 홍콩의 액션 영화이다.

## 줄거리
도망자가 지인을 구출하기 위한 계획을 세운다. 그는 누구와도 다르게 자동차를 운전하는 젊은 경찰관에게 쫓기게 된다. 이제 경주가 시작된다.

## 출연

### 주연
- 황추생
- 여문락
- 서희원

### 조연
- 곽소동
- 조시 호
- 임가동
- 협선

## 기타
- 시각효과: 나위호
- -무술감독: 전가락